# Jean-François Bernard
Jean-François Bernard (ur. 2 maja 1962 w Luzy) – francuski kolarz szosowy, startował w zawodowym peletonie w latach 1984–1996. 
Rozpoczynał zawodowe ściganie w 1984 roku w La Vie Claire u boku Bernarda Hinault, gdy wielki mistrz powoli kończył karierę zawodniczą. Największymi sukcesami kolarza były zwycięstwa w prestiżowych wyścigach w 1992 roku: Paryż-Nicea i Critérium International. Odnosił zwycięstwa etapowe we wszystkich trzech największych tourach: trzykrotnie w Tour de France, czterokrotnie w Giro d’Italia i jeden raz w Vuelta a España.

## Najważniejsze zwycięstwa i sukcesy
- 1983
  -  mistrzostwo kraju w wyścigu na szosie amatorów
- 1985
  - 1. Tour Méditerranéen
  - 1. Coppa Sabatini
- 1986
  - etap w Tour de France
- 1987
  - 1. Tour d'Emilie
  - 1. Grand Prix de Rennes
  - 2. Paryż-Nicea
  - 2. Grand Prix des Nations
  - 3. Tour de France i dwa etapy
  - etap w Giro d’Italia
- 1988
  - trzy etapy w Giro d’Italia
- 1990
  - etap w Vuelta a España
- 1992
  - 1. Paryż-Nicea
  - 1. Critérium International
  - 1. Circuit de la Sarthe
- 1993
  - 1. Circuit de la Sarthe